# اوپی.۲۲ وای والتس: در مینور
اوپی.۲۲ وای والتس: در مینور (انگلیسی: Op.22 Y-Waltz: in Minor) دومین آلبوم تک‌آهنگ از خواننده اهل کره جنوبی، جو یو ری است که در۲۴ اکتبر ۲۰۲۲ توسط ویک‌وان منتشر شد و دارای سه قطعه از جمله تک‌آهنگ آغازین «Loveable» است.

## فهرست قطعات
| شماره      | نام             | سراینده                                     | آهنگساز                                                                | تنظیم‌کننده        | مدت  |
| ---------- | --------------- | ------------------------------------------- | ---------------------------------------------------------------------- | ----------------- | ---- |
| ۱.         | «Loveable»      | دانکه                                       | آلینا اسمیت (۱۵۳/جومباس) سم فراد گینو بارلتا آنالیس مورلی (۱۵۳/جومباس) | لیره سم فرار      | ۲:۵۶ |
| ۲.         | «Blank»         | یون یو جین (Mumw) جوآ (Mumw)                | پائولینا «مائو» سریلا کایلر نیکو ویلی ویکس                             | ویلی ویکس         | ۳:۰۷ |
| ۳.         | «Favorite Part» | یه‌جون سین (Snnny) دینو (Snnny) هیرو (Snnny) | یه‌جون سین (Snnny) دینو (Snnny)                                         | یه‌جون سین (Snnny) | ۱:۳۸ |
| مجموع مدت: | مجموع مدت:      | مجموع مدت:                                  | مجموع مدت:                                                             | مجموع مدت:        | ۷:۴۱ |

## جدول‌های موسیقی
| جدول (۲۰۲۲)               | بالاترین جایگاه |
| ------------------------- | --------------- |
| آلبوم‌های کره جنوبی (سرکل) | ۶               |

| جدول (۲۰۲۲)               | بالاترین جایگاه |
| ------------------------- | --------------- |
| آلبوم‌های کره جنوبی (سرکل) | ۲۲              |

## فروش‌ها
| منطقه     | فروش   |
| --------- | ------ |
| کره جنوبی | ۵۸٬۸۷۴ |

## تاریخچه انتشار
| منطقه     | تاریخ         | فرمت                  | ناشر                |
| --------- | ------------- | --------------------- | ------------------- |
| کره جنوبی | ۲۴ اکتبر ۲۰۲۲ | سی‌دی                  | ویک‌وان استون میوزیک |
| محتلف     | ۲۴ اکتبر ۲۰۲۲ | دانلود دیجیتال استریم | ویک‌وان استون میوزیک |